# Juurikkajärvi (sjö i Kides, Norra Karelen)
Juurikkajärvi är en sjö i kommunen Kides i landskapet Norra Karelen i Finland. Sjön ligger 91,4 meter över havet. Den är 2,66 meter djup. Arean är 1,58 kvadratkilometer och strandlinjen är 12,96 kilometer lång. Sjön  ingår i Vuoksens huvudavrinningsområde.   Den ligger omkring 71 kilometer söder om Joensuu och omkring 340 kilometer nordöst om Helsingfors. 
I sjön finns öarna Kurkonsaari och Mäkärä. 